# Diogo Tomas
Diogo Tomas (Oulu, 31 luglio 1997) è un calciatore finlandese, difensore dell'ADO Den Haag e della nazionale finlandese.

## Biografia
È nato a Oulu, da madre finlandese e padre portoghese.

## Caratteristiche tecniche
È un difensore centrale.

## Carriera

### Club
Ha giocato nella prima divisione finlandese ed in quella norvegese.

### Nazionale
Ha giocato nella nazionale finlandese Under-19.
Esordisce con la nazionale finlandese il 17 novembre 2022 in un'amichevole disputata contro la Macedonia del Nord (1-1), subentrando al 73' al posto di Nikolai Alho.

## Statistiche

### Presenze e reti nei club
Statistiche aggiornate al 1º marzo 2023.
| Stagione        | Squadra         | Campionato      | Campionato | Campionato | Coppe nazionali | Coppe nazionali | Coppe nazionali | Coppe continentali | Coppe continentali | Coppe continentali | Altre coppe | Altre coppe | Altre coppe | Totale | Totale |
| Stagione        | Squadra         | Comp            | Pres       | Reti       | Comp            | Pres            | Reti            | Comp               | Pres               | Reti               | Comp        | Pres        | Reti        | Pres   | Reti   |
| --------------- | --------------- | --------------- | ---------- | ---------- | --------------- | --------------- | --------------- | ------------------ | ------------------ | ------------------ | ----------- | ----------- | ----------- | ------ | ------ |
| 2018            | Ilves           | VL              | 27         | 1          | SC              | 4               | 0               | UEL                | 1                  | 0                  | -           | -           | -           | 32     | 1      |
| 2019            | Ilves           | VL              | 13+4       | 1          | SC              | 5               | 2               | -                  | -                  | -                  | -           | -           | -           | 22     | 3      |
| 2020            | Ilves           | VL              | 20         | 3          | SC              | 7               | 0               | UEL                | 1                  | 0                  | -           | -           | -           | 28     | 3      |
| Totale Ilves    | Totale Ilves    | Totale Ilves    | 60+4       | 5          |                 | 16              | 2               |                    | 2                  | 0                  |             | -           | -           | 82     | 7      |
| 2021            | KuPS            | VL              | 18+5       | 4+1        | SC              | 6               | 2               | UECL               | 5                  | 1                  | -           | -           | -           | 34     | 8      |
| 2022            | KuPS            | VL              | 21+5       | 0+1        | SC              | 5               | 0               | UECL               | 5                  | 0                  | -           | -           | -           | 36     | 1      |
| Totale KuPS     | Totale KuPS     | Totale KuPS     | 39+10      | 4+2        |                 | 11              | 2               |                    | 10                 | 1                  |             | -           | -           | 70     | 9      |
| 2023            | Odd             | ES              | 0          | 0          | CN              | 0               | 0               | -                  | -                  | -                  | -           | -           | -           | 0      | 0      |
| Totale carriera | Totale carriera | Totale carriera | 113        | 11         |                 | 27              | 4               |                    | 12                 | 1                  |             | -           | -           | 152    | 16     |

### Cronologia presenze e reti in nazionale
| Cronologia completa delle presenze e delle reti in nazionale ― Finlandia | Cronologia completa delle presenze e delle reti in nazionale ― Finlandia | Cronologia completa delle presenze e delle reti in nazionale ― Finlandia | Cronologia completa delle presenze e delle reti in nazionale ― Finlandia | Cronologia completa delle presenze e delle reti in nazionale ― Finlandia | Cronologia completa delle presenze e delle reti in nazionale ― Finlandia | Cronologia completa delle presenze e delle reti in nazionale ― Finlandia | Cronologia completa delle presenze e delle reti in nazionale ― Finlandia |
| Data                                                                     | Città                                                                    | In casa                                                                  | Risultato                                                                | Ospiti                                                                   | Competizione                                                             | Reti                                                                     | Note                                                                     |
| ------------------------------------------------------------------------ | ------------------------------------------------------------------------ | ------------------------------------------------------------------------ | ------------------------------------------------------------------------ | ------------------------------------------------------------------------ | ------------------------------------------------------------------------ | ------------------------------------------------------------------------ | ------------------------------------------------------------------------ |
| 17-11-2022                                                               | Skopje                                                                   | Macedonia del Nord                                                       | 1 – 1                                                                    | Finlandia                                                                | Amichevole                                                               | -                                                                        | 73’                                                                      |
| 20-11-2022                                                               | Oslo                                                                     | Norvegia                                                                 | 1 – 1                                                                    | Finlandia                                                                | Amichevole                                                               | -                                                                        | 84’                                                                      |
| 12-1-2023                                                                | Albufeira                                                                | Finlandia                                                                | 0 – 1                                                                    | Estonia                                                                  | Amichevole                                                               | -                                                                        |                                                                          |
| 19-6-2023                                                                | Helsinki                                                                 | Finlandia                                                                | 6 – 0                                                                    | San Marino                                                               | Qual. Euro 2024                                                          | -                                                                        |                                                                          |
| Totale                                                                   |                                                                          | Presenze                                                                 | 4                                                                        |                                                                          | Reti                                                                     | 0                                                                        |                                                                          |

## Palmarès

### Club

#### Competizioni nazionali
- Coppa di Finlandia: 3

Ilves: 2019
KuPS: 2021, 2022